# Czaplinek
Pour les articles homonymes, voir Czaplinek (homonymie).
Czaplinek (en allemand : Tempelburg) est une ville de la voïvodie de Poméranie occidentale, dans le nord-ouest de la Pologne. Elle est le siège de la gmina de Czaplinek, dans le powiat de Drawsko. Sa population s'élevait à 7 184 habitants en 2013.

## Histoire de Tempelburg

### Les Templiers et les Hospitaliers

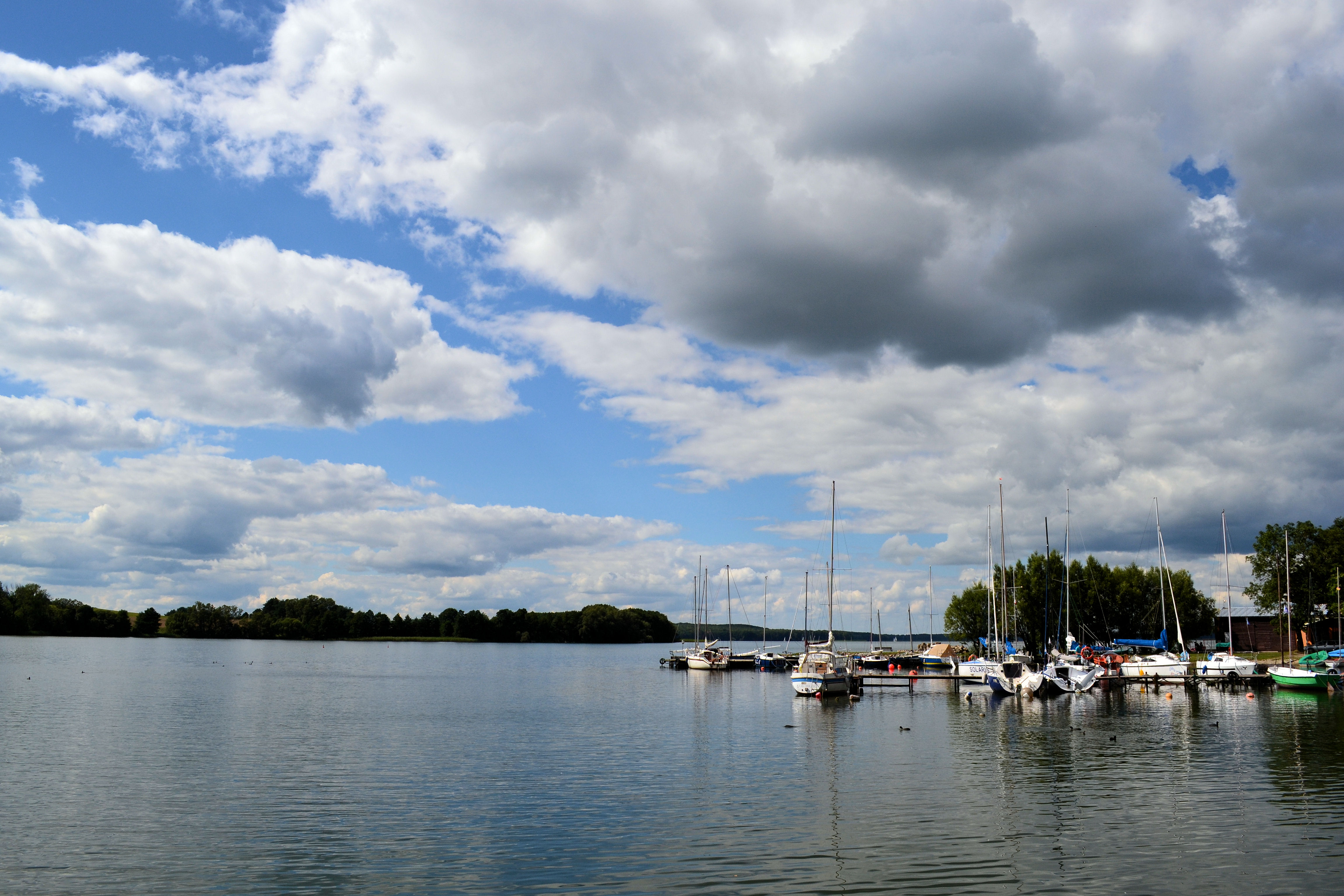
Port de plaisance sur le lac de Dratzig.

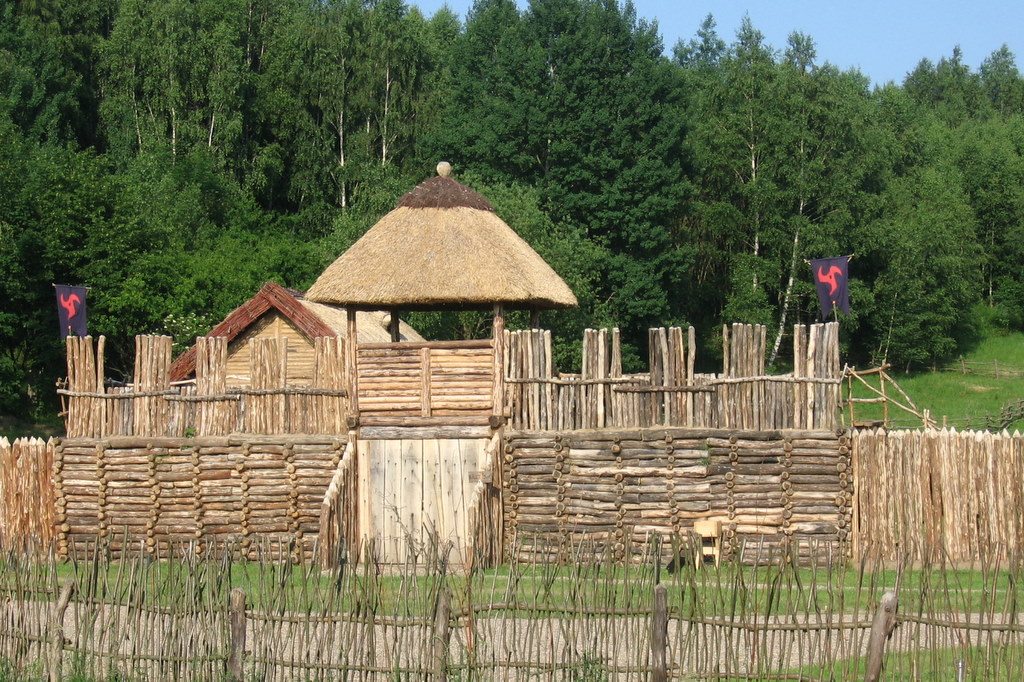
Reconstitution de la motte slave de Sławogród dans l'écomusée de Tempelburg

Il y eut d'abord sur la rive sud du lac de Dratzig une colonie wende du nom de Czaplinok, c'est-à-dire le « fort du héron. » En 1286 le duc Przemysl II fit donation des terres autour du lac aux Templiers. Ils dressèrent sur la rive sud la commanderie de Czaplinek, appelée plus tard Tempelborch. On suppose qu'il s'agissait d'un fort en pierres. Dans un document du 13 novembre 1291, le grand maître des Templiers en Pologne, Bernhard von Cunstein, explique comment son Ordre y a établi des colons germaniques avec l'accord de l'évêque de Posen. Dès 1301, un diplôme cite la „civitas Tempelburgiensis“. Après la dissolution de l'ordre du Temple en 1312, le château de Tempelburg devint fief des Hospitaliers de l'ordre de Saint-Jean de Jérusalem. Deux chevaliers venus du Brandebourg, Wiskinus von Vorbeck et Hermann Rode, obtinrent en 1334 la suzeraineté sur Tempelburg avec l'appui de l’électeur Louis l'Ancien. Ils octroyèrent aux bourgeois le droit de Magdebourg. En tant que fief du Brandebourg, Tempelburg retourna aux Hospitaliers en 1345. Une partie de la population périt au cours de l’épidémie de peste de 1349, et c'est un fief dépeuplé que le margrave Othon V légua en 1368 au royaume de Pologne. Le château fut détruit par le voïvode polonais Johann Czarnkowski en 1378, au cours de la guerre qui opposa le Brandebourg, les chevaliers teutoniques et la Pologne.

### Histoire moderne
Depuis 1439, Tempelburg était rattachée au bailliage polonais de Draheim. Tout au long du XVIe siècle, il s'y créa des cristalleries, des forges et des ateliers de tisserands. Il y eut deux grands incendies en 1609 et 1610, puis les épidémies décimèrent une grande partie de la population. Quoique gouvernée par les rois catholiques de Pologne, Tempelburg se convertit à la Réforme, mais en 1625 les offices religieux protestants furent interdits. La ville fut pillée par les Suédois au cours de la première guerre du Nord, puis la peste décima de nouveau la population.
En 1668, la Pologne n'ayant pas remboursé les sommes convenues, l’électeur Frédéric-Guillaume prit possession de Tempelburg, qui devint ainsi une terre du Brandebourg-Prusse ; car par le traité de Wehlau, le roi de Pologne lui avait remis le bailliage de Draheim et la ville en 1657 comme caution pour payer l'entretien des troupes. Un nouvel incendie, en 1725, détruisit de nombreuses maisons, les deux églises et l'hôtel de ville. L'année suivante, le conseil général fit reconstruire le temple protestant, mais refusa payer pour la reconstruction de l’église catholique, qui ne fut réparée qu'en 1753 erbaut. Après un nouvel incendie, en 1765, l'ingénieur en chef prussien Gilly fut chargé de la reconstruction de Tempelburg. Par le traité de Varsovie, la Pologne abandonna définitivement ses prétentions sur le bailliage de Draheim. Pour étendre la surface cultivable, le lac de Dratzig fut asséché de plus d'un mètre de profondeur entre 1787 et 1788.

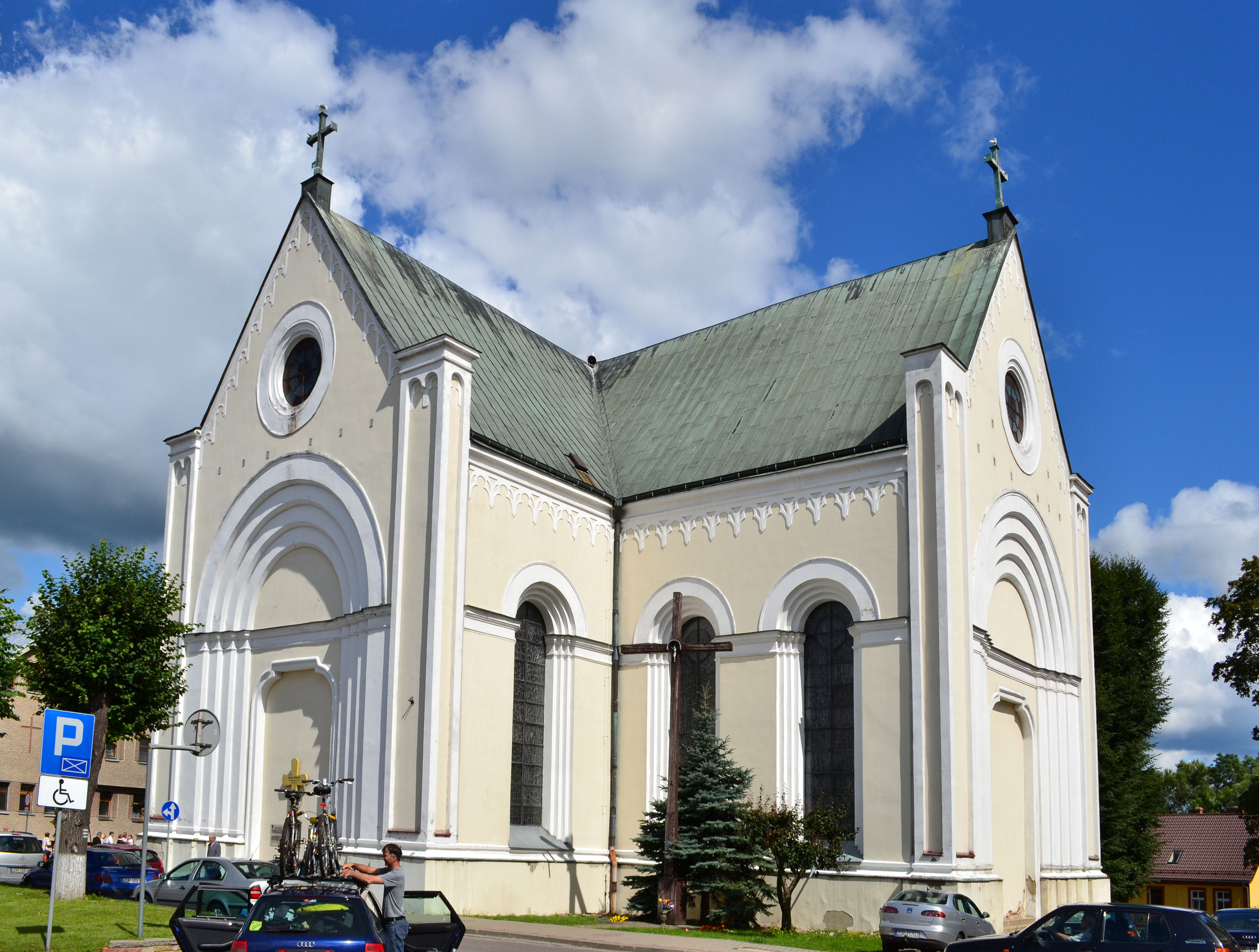
L'église
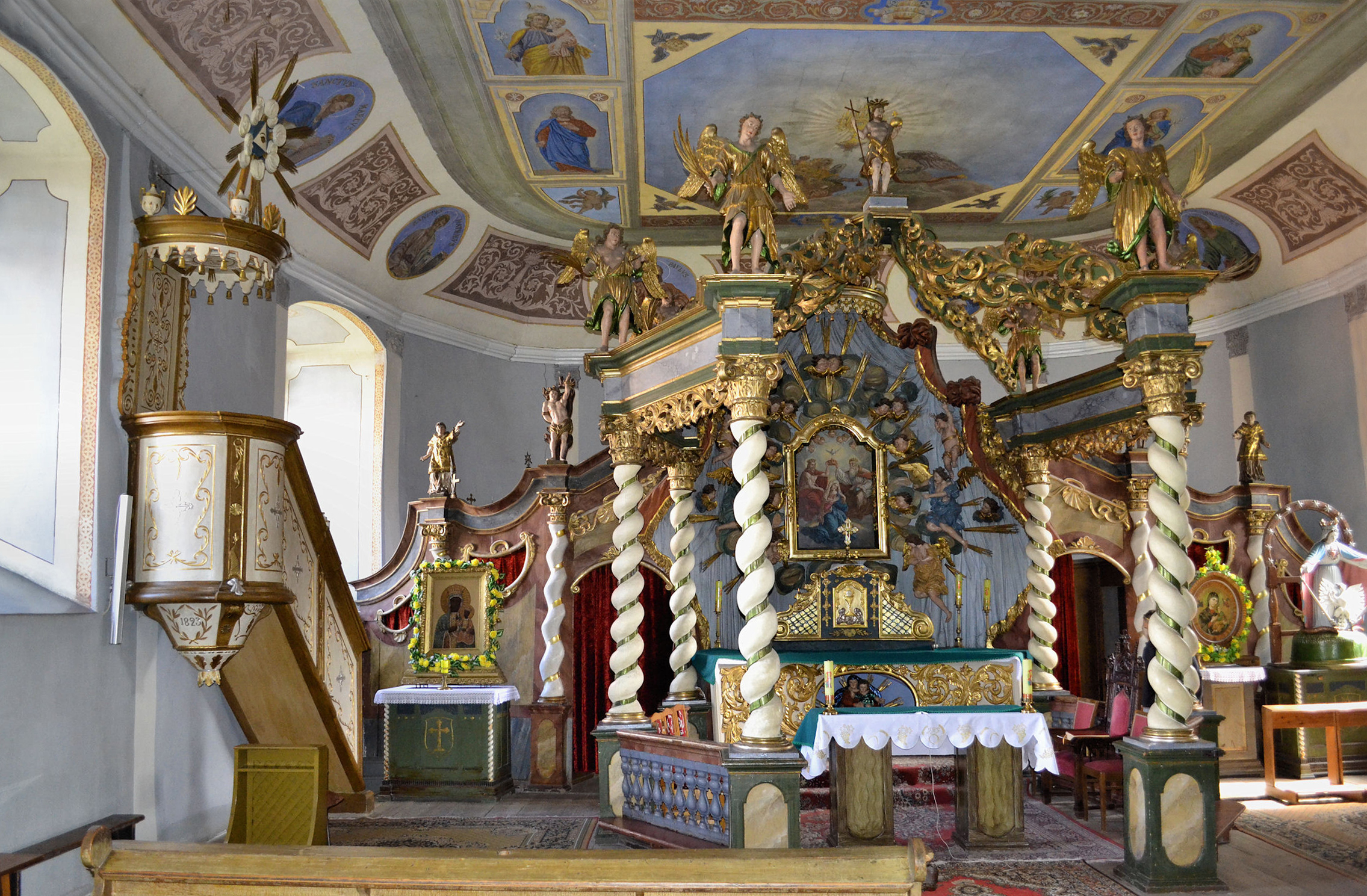
L'autel et le chancel de l'église
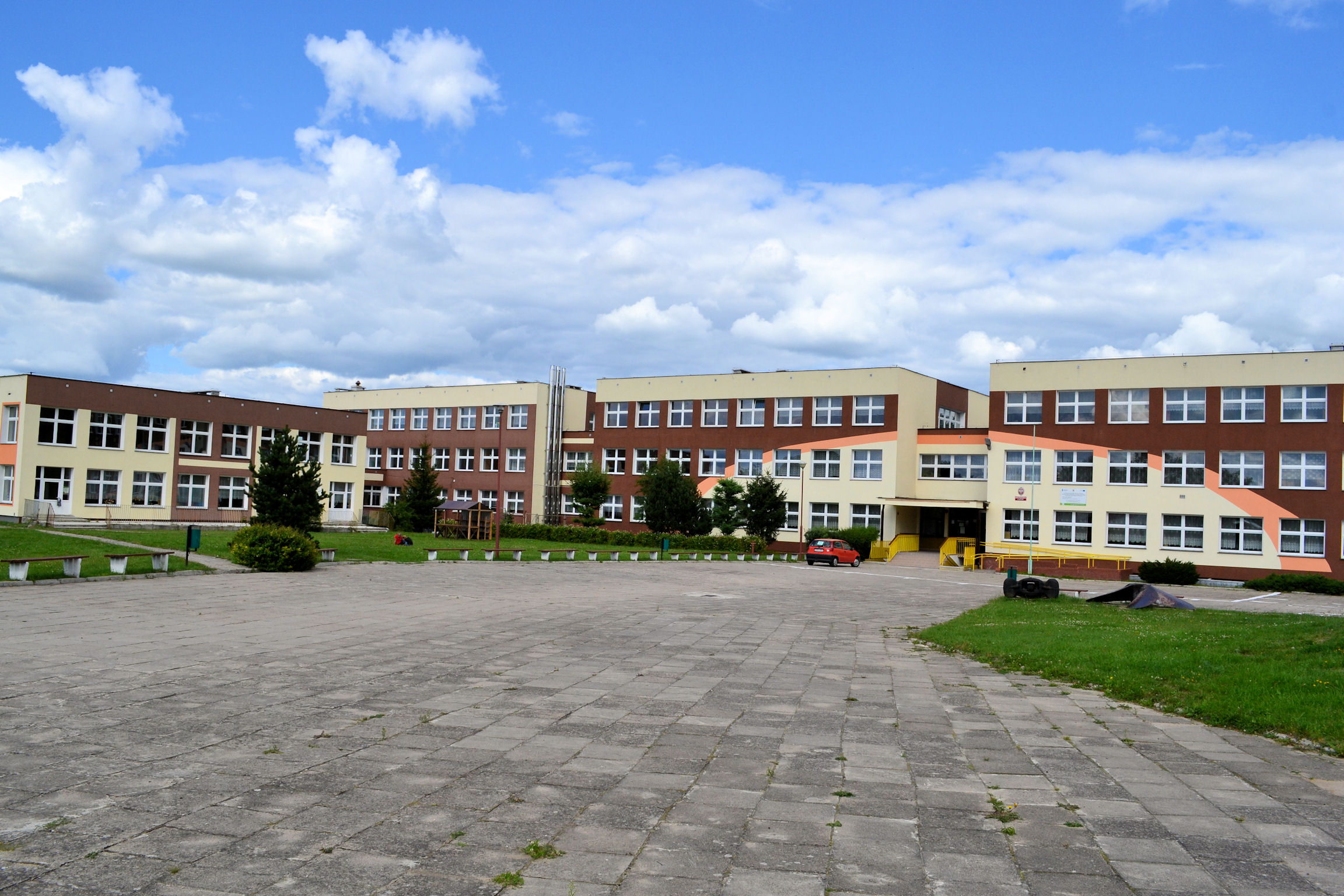
L'école élémentaire

Au terme du congrès de Vienne, la Prusse réforma son administration territoriale : c'est ainsi qu'en 1818, Tempelburg fut rattachée à l'arrondissement de Neustettin, arrondissement de la Province de Poméranie, sans toutefois en être le chef-lieu, bien qu'elle en fût alors, avec ses 2 316 habitants, la plus grande ville. La reconstruction du temple protestant, d'après le projet de Karl Friedrich Schinkel, démarra en 1829. Lorsqu'en 1877 on construisit la ligne de chemin de fer Ruhnow–Neustettin, le conseil municipal de Tempelburg refusa de céder un terrain pour la gare : c'est pourquoi la ligne ne passa qu'au sud de la ville, avec une gare à 3 km du centre. C'est ainsi que la ville fut tenue à l'écart de l'industrialisation, et que Tempelburg demeura un bourg agraire.
Après la Première Guerre mondiale, la ville s'étendit au nord et au sud, pour absorber le faubourg de la gare. En 1939, Tempelburg ne comptait que 5 275 habitants.
Jusqu'en 1939, Tempelburg dépendit de l'arrondissement de Neustettin du district de Köslin, puis de la Posnanie-Prusse-Occidentale.
À partir du 2 mars 1945, l’Armée rouge occupa la ville, évacuée dès la fin février, et l'Union Soviétique la plaça sous l'autorité de la république populaire de Pologne. Tempelburg fut ensuite rebaptisée Czaplinek, et ses habitants, revenus entre-temps, furent expulsés et remplacés par des colons polonais .

## Personnalités liées à la ville
- Emil Palleske (de) (1823-1880), acteur, récitant et écrivain